# Hilda (valquiria)

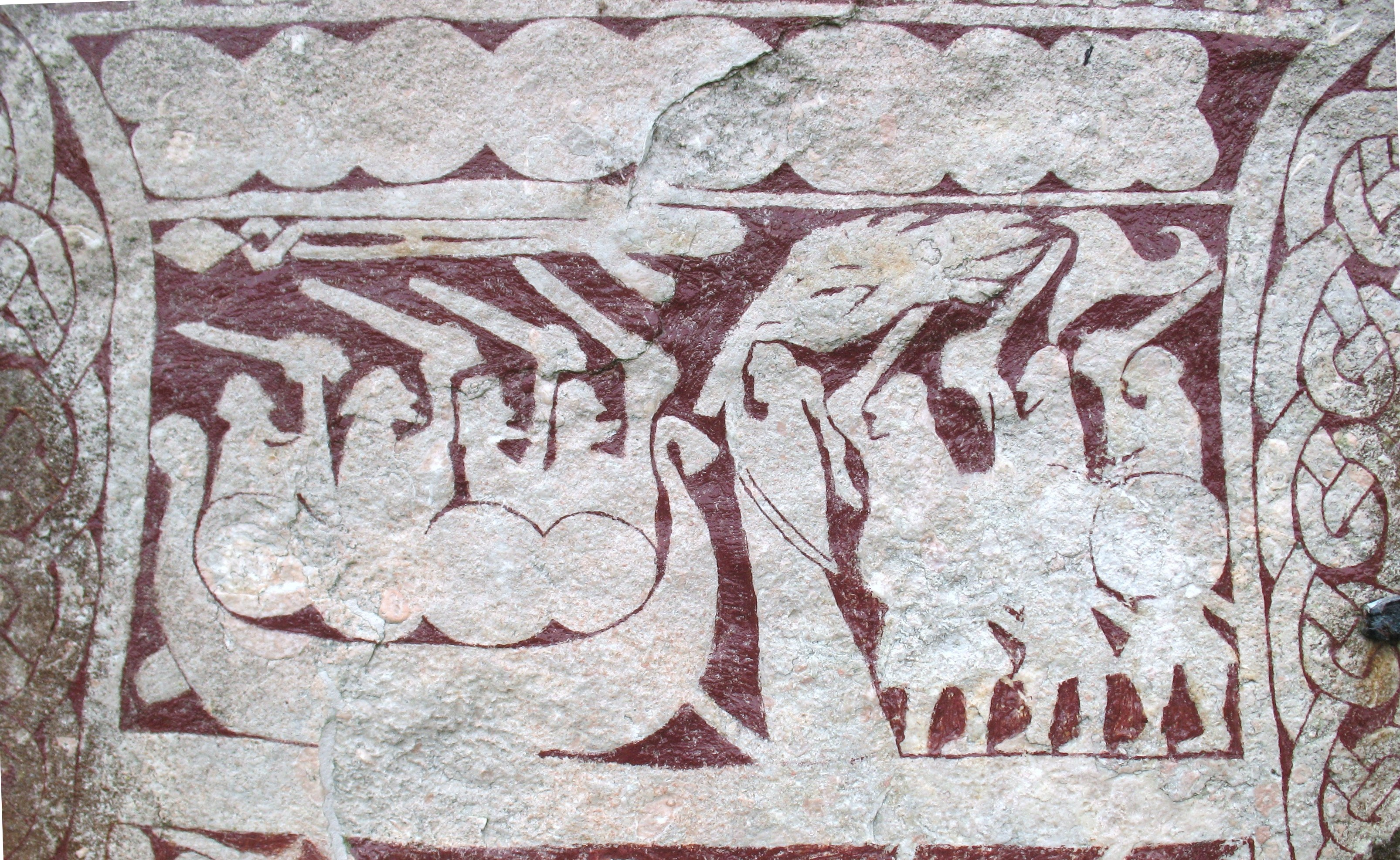
Un detalle de las Piedras de Stora Hammars (I), en la Provincia de Gotland.

En la mitología nórdica, Hilda es una de las valquirias. En la Edda prosaica de Snorri Sturluson se la menciona como la hija de Högni y esposa de Hedin en la leyenda de Hedin y Högni. Ella tenía el poder de revivir a los muertos del campo de batalla y usaba su poder para mantener la constante lucha entre Hedin y Högni.

Hilda también es mencionada junto con otras valquirias en el Völuspá, en el Darraðarljóð y en otros poemas. En nórdico antiguo la palabra hildr (que era el nombre original de esta valquiria) es un sustantivo utilizado para "batalla" y no existe claridad sobre si los poetas tenían a esta valquiria en mente como una personificación de la guerra.

## Personas con este nombre
Hild Hrólfsdóttir, poetisa de Noruega.

## Referencias

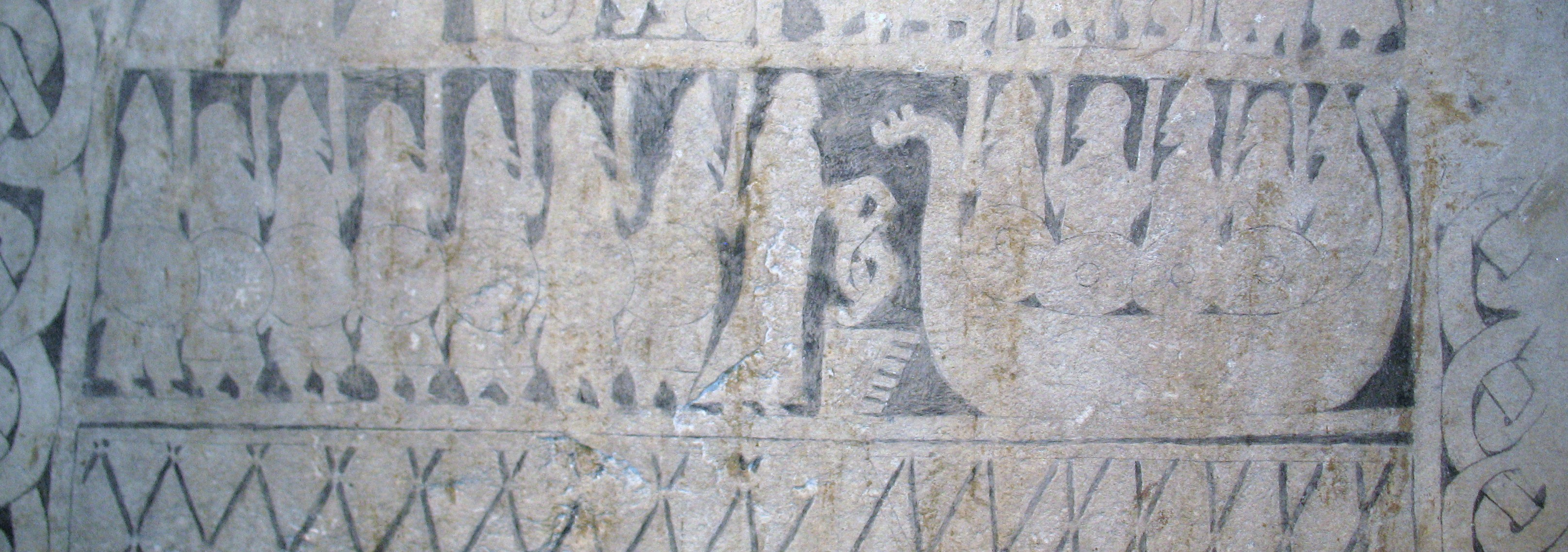
Un detalle de las Piedras de Smiss (I), en Gotland.